# Лоро (Вербано-Кузио-Осола)
Лоро је насеље у Италији у округу Вербано-Кузио-Осола, региону Пијемонт.
Према процени из 2011. у насељу је живело 69 становника. Насеље се налази на надморској висини од 221 м.